# Manfred Henkel
Manfred Henkel (* 11. Juli 1936 in Göttingen; † 30. Juli 1988 in West-Berlin) war ein deutscher Maler, Zeichner und Bildhauer.

## Leben

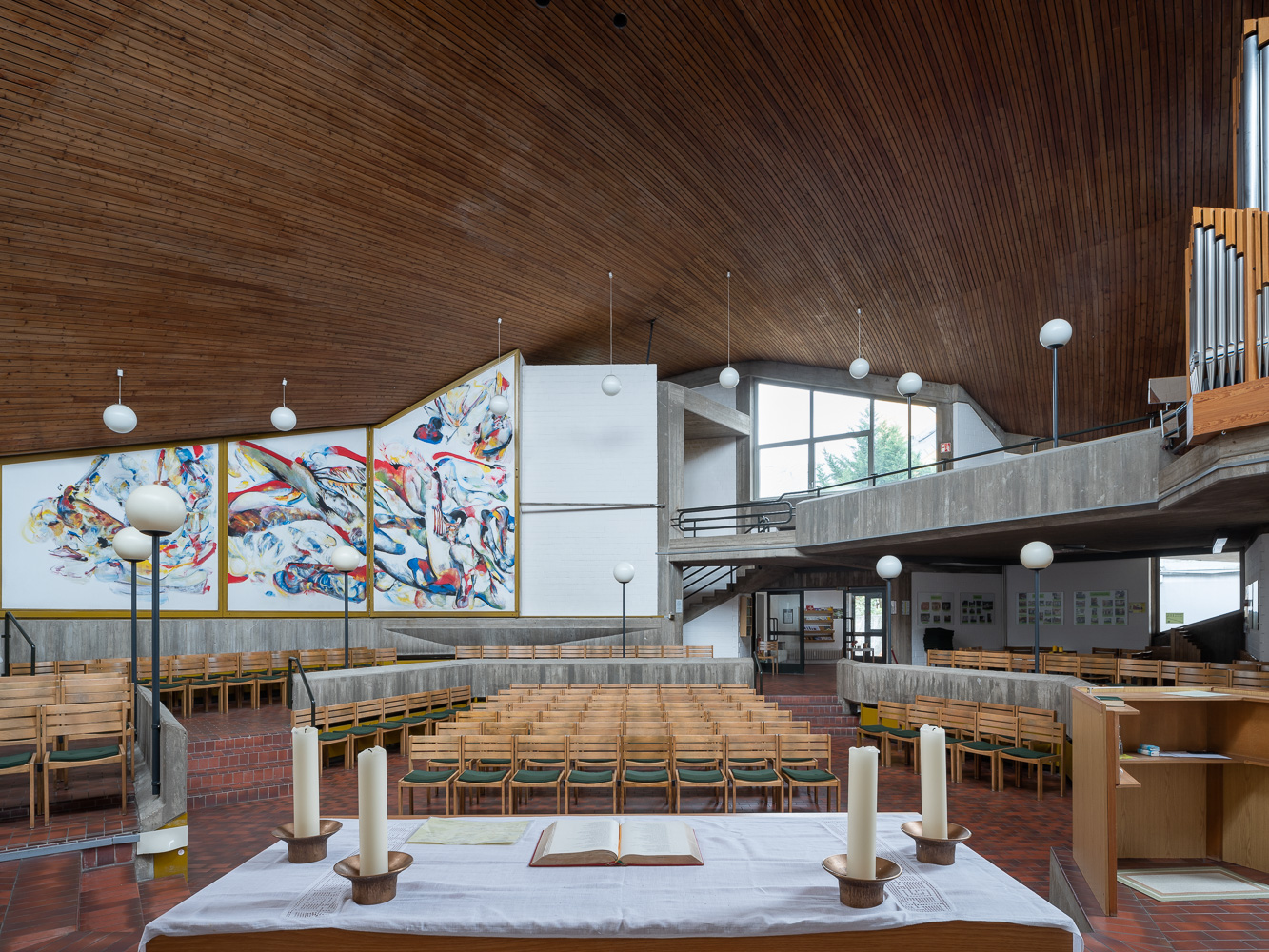
Abstraktes Wandgemälde von Manfred Henkel in der Kirche am Seggeluchbecken, Märkisches Viertel, Berlin, 1970er Jahre

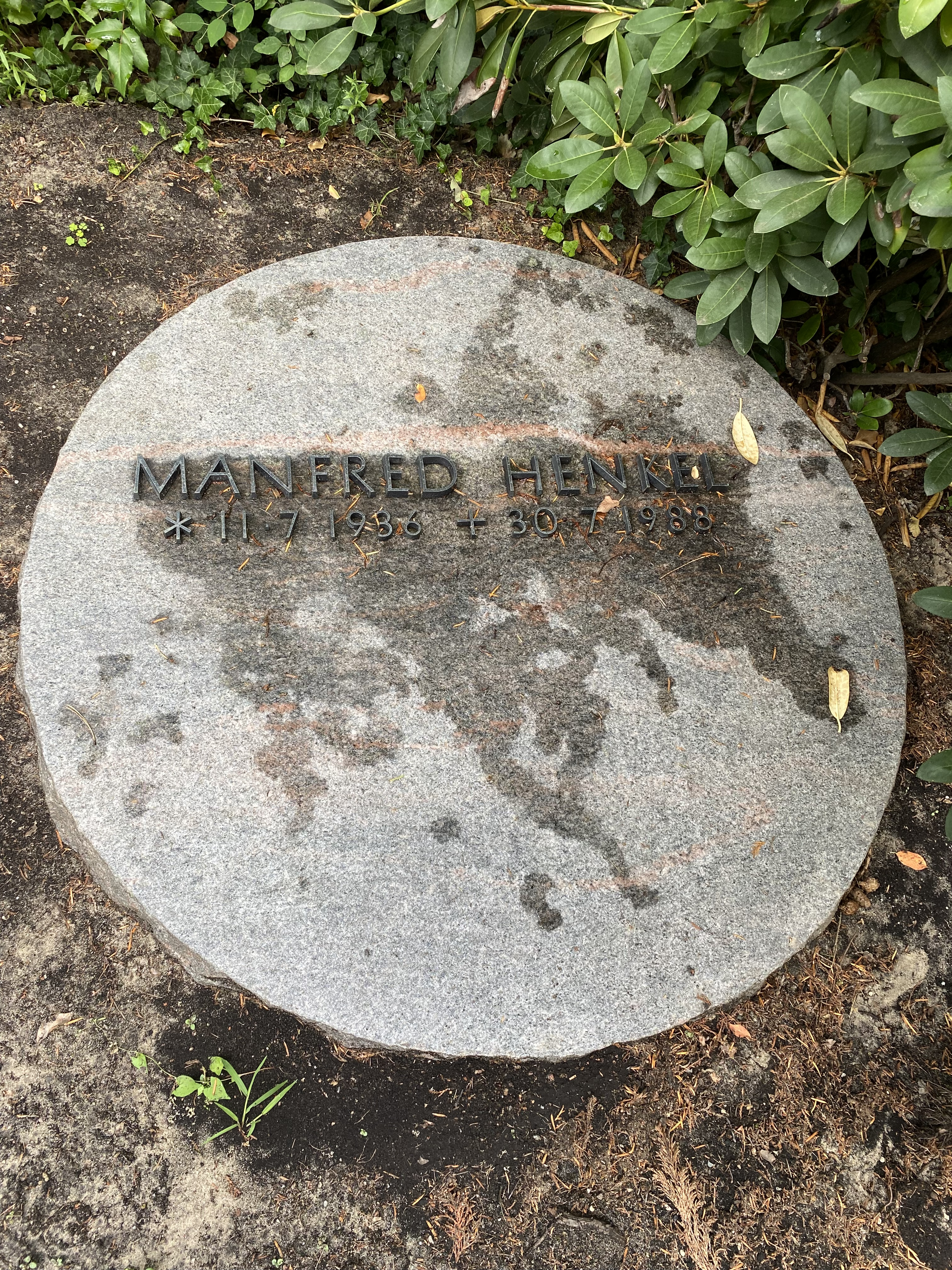
Grabstätte auf dem Waldfriedhof Zehlendorf

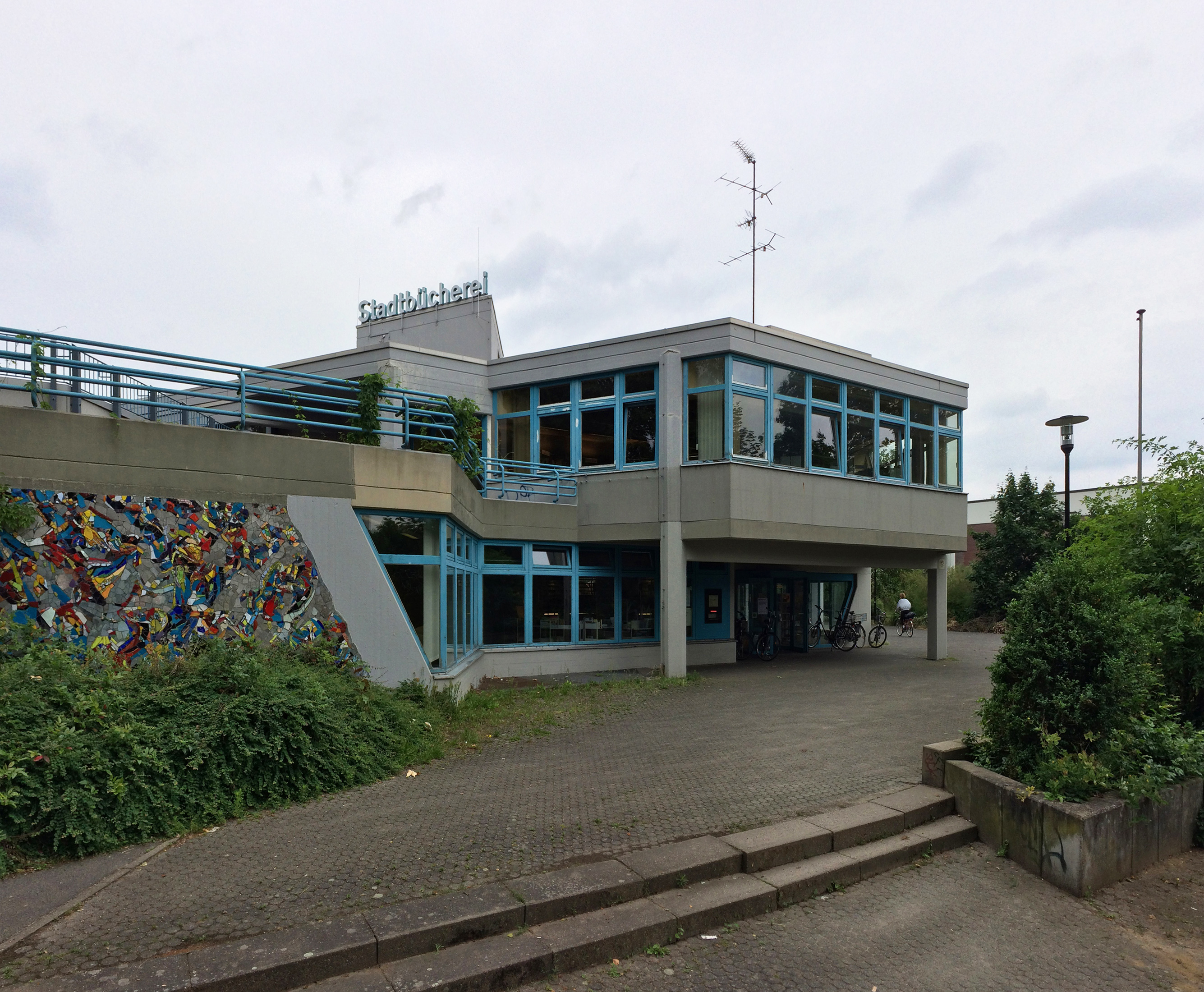
Abstraktes Wandmosaik von Manfred Henkel an der Stadtbibliothek Tempelhof, Berlin, 1970er Jahre

Henkel studierte Philosophie und Germanistik an der Georg-August-Universität Göttingen sowie Malerei und Kunstgeschichte an der Kunstakademie und an der Technischen Hochschule Stuttgart. Er wurde  Meisterschüler von Manfred Henninger. In rund 30 Nordatlantik-Passagen arbeitete er als Schiffsheizer auf See. 1960 heiratete er die aus Berlin gebürtige Grafikerin und Malerin Ellinor Michel, die 1962 den Sohn Robert gebar. 1962 schloss er sein Kunststudium mit dem Staatsexamen ab. An der Kunstakademie Stuttgart wirkte er eine Weile als Dozent.
Als freischaffender Künstler lebte er ab 1963 mit Ehefrau und Sohn in West-Berlin, seit 1964 zeitweise in einer Wohngemeinschaft  mit dem späteren RAF-Terroristen Andreas Baader. Nach dem Zerbrechen der ersten Ehe wurde die Kommunardin Gertrud „Agathe“ Hemmer (* 1937) seine Lebensgefährtin, 1968 seine Ehefrau. Ein Zimmer ihrer Wohnung in der Kurfürstenstraße vermieteten sie 1968 kurzfristig an die spätere RAF-Terroristin Gudrun Ensslin, die dort mit ihrem Sohn Felix einige Monate lebte. Robert, seinen kleinen Sohn, und Lydia Suse Ellinor, eine 1965 geborene Tochter seiner Ex-Frau aus ihrer Beziehung mit Baader, nahm Henkel 1968 zu sich, nachdem die Kinder vorübergehend zu Pflegeeltern bzw. ins Heim gekommen waren.
Seit 1966 schuf er als Kunst am Bau monumentale Wandbilder in Zusammenarbeit mit dem Architekten Bodo Fleischer. Von 1968 bis 1971 arbeitete er als Betonbauer und Zimmermann. Von 1971 bis 1973 beschäftigte er sich in kunsttherapeutischer Arbeit mit jugendlichen Straftätern. Auch wagte er mit seiner Ehefrau Gertrud und dem Psychologen Klaus Holzkamp in Berlin ein Projekt, bei dem sie verhaltensauffällige Heimbewohner sozialpsychologisch (Holzkamp) und künstlerisch (Henkel) bei einer Reihe von Aktionen begleiteten, mit denen diese ihr Recht auf Sexualität gegen die Heimleitung durchsetzen wollten. Dabei stellten die Heimbewohner ihre Interessen mittels Wandbildern dar und machten sie so bewusst.
1966 wurde er Mitglied im Deutschen Künstlerbund, 1975 im Architekten- und Ingenieurverein zu Berlin. 1988 gehörte er zu den Gründern der Guardini Stiftung. Im gleichen Jahr starb er im Alter von 52 Jahren plötzlich an einem Aneurysma der Bauchschlagader und wurde auf dem Waldfriedhof Zehlendorf (Feld 037) beigesetzt.
Henkels Malerei ist vom Tachismus und abstrakten Expressionismus geprägt. In den 1970er Jahren ging er dazu über, auf der Basis von vielschichtigen farbigen Untermalungen stark gestische weiße Flächen anzulegen („Wolkenbilder“) und auf diese abschließend impulsiv abstrakte Farbspuren zu tupfen, wischen und spritzen. Neben Malerei und Zeichnung schuf er Keramiken, Kachelbilder und Mosaiken.

## Werke (Auswahl)
- König der Katzen, 1964, Berlinische Galerie
- Rotes Zimmer, 1971, Berlinische Galerie
- Hexenmeister (Kindermord), 1972, Berlinische Galerie
- Der Fall, 1976
- Wult und Walt I, 1976–1985, Berlinische Galerie
- Spuren, 1977
- Wolkensprache IV, 1980–1982, Berlinische Galerie
- 28 runde Bilder in Glasmalerei auf keramischen Fliesen als künstlerische Gestaltung der Cafeteria im Heizkraftwerk Reuter